# عبد اللطيف الغانم
عبد اللطيف محمد ثنيان الغانم  (1912 - 14 مارس 1988) عضو المجلس التشريعي الكويتي الثاني ورئيس المجلس التأسيسي الكويتي وترأس لجنة الدستور في نفس المجلس.

## السيرة الذاتية
ولد عام 1912 في حي القبلة. وتلقى تعليمه في المدرسة المباركية والمدرسة الأحمدية حتى انتقل بصحبة والده محمد ثنيان الغانم إلى الهند عام 1922 واستقر في مدينة كراتشي لدراسة اللغة الإنجليزية بينما كان والده يدير أعماله التجارية في مدينة براوه ، وبدأ والده بالاعتماد عليه في تصريف بعض الأعمال عندما بلغ الثامنة عشر من عمره فسافر إلى عدد من الدول منها البصرة والهند والكويت مما أعطاه فرصة للالتقاء بشخصيات كويتية وعربية وأجنبية ، عاد للكويت عام 1932 حيث اشتغل في مكتب والده التجاري ، وقام بممارسة التجارة في مكتب والده الرئيسي في الكويت.

## السيرة السياسية
شارك في عام 1938 في انتخابات المجلس التشريعي الثاني فكان أحد أعضاء المجلس المكون من 20 عضو. وقد سجن لمدة 4 سنوات وثلاثة أشهر وثلاثة عشر يوما بعد أحداث حل المجلس.
شارك ونجح في انتخابات البلدية عام 1954 وأصبح رئيساً للبلدية عام 1962. واستقال من المجلس البلدي ليرشح نفسه عن دائرة كيفان لانتخابات المجلس التأسيسي الكويتي حيث أصبح رئيس المجلس ورئيس لجنة وضع الدستور. وأهم انجازات المجلس هي إقرار الدستور الكويتي في 3 نوفمبر 1962. وقد ألقى كلمة عندما سلم الدستور إلى الشيخ عبد الله السالم الصباح قال فيها:
وقد شارك انتخابات مجلس الأمة الأول لكنه حل في المركز الثامن وخسر الانتخابات. لكنه شارك بالمجلس بتوليه وزارة الصحة العامة كما اسندت إليه في نوفمبر 1964 مهام وزير الأشغال العامة بالوكالة.

## أماكن سميت باسمه
- ثانوية عبد اللطيف ثنيان الغانم  بمنطقة العارضية.[6]